# 黃正色 (崇禎舉人)
黃正色，字美中、號慈雲，湖廣承宣布政使司黃州府蘄水縣（今湖北省浠水縣）人，明朝政治人物，舉人出身。

## 生平
崇禎九年（1636年），鄉試中舉。擔任蕪湖縣知縣。為復社人物。